# Symplocos celastrinea
Symplocos celastrinea är en tvåhjärtbladig växtart som beskrevs av Carl Friedrich Philipp von Martius och Friedrich Anton Wilhelm Miquel. Symplocos celastrinea ingår i släktet Symplocos och familjen Symplocaceae. Inga underarter finns listade i Catalogue of Life.